# ILF Consulting Engineers
ILF Consulting Engineers – międzynarodowa prywatna grupa firm projektowo-doradczych, świadcząca kompleksowe usługi na rzecz przedsięwzięć przemysłowych i infrastrukturalnych.
Jej początki sięgają 1967, kiedy to Pius Lässer otworzył pierwszy oddział firmy w Innsbrucku. W 1969 do działalności dołączył Adolf Feizlmayr, w wyniku czego firma zmieniła nazwę na Ingenieurgemeinschaft Lässer-Feizlmayr (pl. Inżynierska Wspólnota) – w skrócie ILF. 